# Тігвень (комуна)
Тігвень, Тігвені (рум. Tigveni) — комуна у повіті Арджеш в Румунії. До складу комуни входять такі села (дані про населення за 2002 рік):
- Бедіслава (139 осіб)
- Белтень (258 осіб)
- Белілешть (149 осіб)
- Бирсештій-де-Жос (921 особа)
- Бирсештій-де-Сус (421 особа)
- Блажу (91 особа)
- Вледешть (188 осіб)
- Тігвень (1522 особи)

Комуна розташована на відстані 144 км на північний захід від Бухареста, 39 км на північний захід від Пітешть, 107 км на північний схід від Крайови, 100 км на південний захід від Брашова.

## Населення
За даними перепису населення 2002 року у комуні проживали 3689 осіб. Усі жителі комуни рідною мовою назвали румунську.
Національний склад населення комуни:
| Національність | Кількість осіб | Відсоток |
| -------------- | -------------- | -------- |
| румуни         | 3674           | 99,6%    |
| цигани         | 14             | 0,4%     |
| угорці         | 1              | < 0,1%   |

Склад населення комуни за віросповіданням:
| Релігія            | Кількість осіб | Відсоток |
| ------------------ | -------------- | -------- |
| православні        | 3633           | 98,5%    |
| реформати          | 17             | 0,5%     |
| п'ятдесятники      | 14             | 0,4%     |
| бретрени           | 9              | 0,2%     |
| лютерани           | 8              | 0,2%     |
| адвентисти         | 7              | 0,2%     |
| не вказали релігію | 1              | < 0,1%   |